# Pilchowo (Stettin)

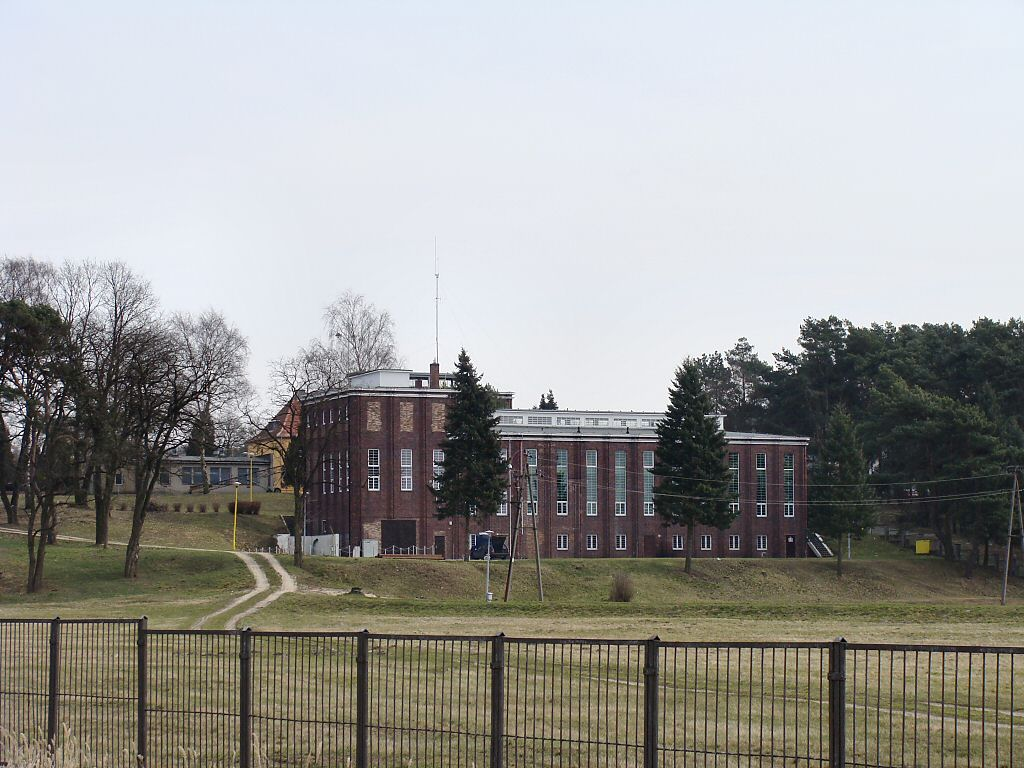
Wasserwerk in Pilchowo

Pilchowo (deutsch Polchow) ist ein Stadtteil der Stadt Stettin (Szczecin) in der polnischen Woiwodschaft Westpommern mit 986 Einwohnern.

## Geographische Lage
Pilchowo liegt am linken Oderufer nordwestlich der Stadtmitte und der Altstadt von Stettin.

## Geschichte
Bis 1939 war Polchow eine selbständige Landgemeinde im Kreis Randow im Regierungsbezirk Stettin der Provinz Pommern. Um 1932 maß der Gemeindegrund von Polchow 11,4 km², und es befanden sich darauf die drei Wohnorte Bam, Polchow und Sauersackmühle mit insgesamt 54 Wohnhäusern und (1925) 421 Einwohnern, von denen 416 Protestanten und zwei Katholiken waren. Zum 15. Oktober 1939 wurde Polchow im Rahmen des Groß-Stettin-Gesetzes in die Stadt Stettin eingemeindet. Der Stadtteil grenzt im Norden an den gleichnamigen Ort Pilchowo, dem Teil, der nicht eingemeindet wurde.
Nach dem Zweiten Weltkrieg wurde die Ortschaft zusammen mit Stettin Teil Polens und in Pilchowo umbenannt.